# Bora Muzhaqi
Bora Muzhaqi (* 11. März 1990 in Elbasan) ist eine albanische Politikerin der Sozialistischen Partei Albaniens PSSh (Partia Socialiste e Shqipërisë), die seit 2021 Staatsministerin für Jugend und Kinder im Kabinett Rama III ist.

## Leben
Bora Muzhaqi begann nach dem Schulbesuch ein Studium der Wirtschaftswissenschaftenen an der London School of Economics and Political Science (LSE), welches sie 2012 mit „Second Class Honours“ mit einem Bachelor of Science (BS Economics) beendete. Während des Studiums war sie von Juni bis August 2011 als Vergütungsanalystin in der Personalabteilung der Citibank in London tätig und wurde im Juli 2010 Integrationsanalystin in der Direktion für EU-Integration des Verteidigungsministeriums. Ein mit einem Future Leaders-Stipendium begonnenes postgraduales Studium im Fach Internationales Management an der Hult International Business School in London schloss sie 2013 mit einem Master of Science (MS International Business) ab. Nach Abschluss des Studiums erhielt sie ihre Zulassung als Wirtschaftsprüferin bei der Association of Chartered Certified Accountants (ACCA). Daraufhin kehrte sie nach Albanien zurück und arbeitete zwischen Dezember 2013 und Januar 2017 als Steuerberater bei der Wirtschaftsprüfungs-, Steuerberatungs- und Unternehmensberatungsgesellschaft PricewaterhouseCoopers International (PwC) in Tirana, ehe sie von Januar 2017 bis Januar 2019 als Steuerberaterin bei der Wirtschaftsprüfungs-, Steuer-, Transaktions- und Managementberatungsgesellschaft Ernst & Young in Tirana beschäftigt war.
Anschließend fungierte sie zwischen Januar 2019 und März 2021 als außenpolitische Beraterin von Eduard Shalsi, dem Staatsminister für Unternehmen im Kabinett Rama II, und wurde zudem im September 2020 auch Mitglied der Kommission für Regulierung und Aufsicht (Komisioni për Rregullimin dhe Mbikëqyrjen). Daraufhin bekleidete sie im zweiten Kabinett Rama zwischen Mai und September 2021 den Posten als stellvertretende Ministerin für Bildung, Sport und Jugend (Zëvendësministrja të Arsimit, Sportit dhe Rinisë).
Im September 2021 wurde Bora Muzhaqi, die neben Albanisch auch Englisch, Italienisch, Deutsch und Türkisch spricht, als Staatsministerin für Jugend und Kinder (Ministrja e Shtetit për Rininë dhe Fëmijët ) in das Kabinett Rama III berufen.

## Weblink
- Bora Muzhaqi – Ministër i Shtetit për Rininë dhe Fëmijët. In: Homepage der Albanischen Regierung. 24. August 2023, abgerufen am 25. August 2023 (albanisch).

## Einzelnachweis
1. ↑  Minister discusses plans for youth initiatives with US Ambassador. In: Albanian Daily News. 13. Dezember 2021, abgerufen am 25. August 2023 (englisch).

| Personendaten    | Personendaten               |
| ---------------- | --------------------------- |
| NAME             | Muzhaqi, Bora               |
| KURZBESCHREIBUNG | albanische Politikerin (PS) |
| GEBURTSDATUM     | 11. März 1990               |
| GEBURTSORT       | Elbasan                     |